# Supercoppa belga 2014 (pallavolo femminile)
La Supercoppa belga 2014 si è svolta il 4 ottobre 2014: al torneo hanno partecipato due squadre di club belghe e la vittoria finale è andata per l'ottava volta all'Asteríx Kieldrecht.

## Regolamento
Le squadre hanno disputato una gara unica.

## Squadre partecipanti
| Squadra            | Qualificazione                                     | Ultima partecipazione |
| ------------------ | -------------------------------------------------- | --------------------- |
| Asteríx Kieldrecht | Vincitrice Liga A 2013-14/Coppa del Belgio 2013-14 | Supercoppa belga 2012 |
| Richa Michelbeke   | Finalista Coppa del Belgio 2013-14                 | Debutto               |

## Torneo
| 4 ottobre 2014 ?, Gand Durata: ? - Spettatori: ? | Asteríx Kieldrecht | 3 - 0 | Richa Michelbeke | 25-21, 25-9, 25-19 |